# Espanha nos Jogos Olímpicos de Verão de 2012
A Espanha competiu nos Jogos Olímpicos de Verão de 2012, que aconteceram na cidade de Londres, no Reino Unido, de 27 de julho até 12 de agosto de 2012.

## Medalhas
| Atleta                 | Esporte  | Evento                   | Medalha |
| ---------------------- | -------- | ------------------------ | ------- |
| Mireia Belmonte Garcia | Natação  | 800 m livre feminino     | Prata   |
| Mireia Belmonte Garcia | Natação  | 200 m borboleta feminino | Prata   |
| Javier Gómez           | Triatlo  | Masculino                | Prata   |
| Maialen Chourraut      | Canoagem | Slalom K-1 feminino      | Bronze  |

## Desempenho

### Badminton
Masculino
| Atleta      | Prova   | Ronda dos 64           | Ronda dos 32           | Ronda dos 16           | Quartos-finais         | Semifinais             | Final                  | Final |
| Atleta      | Prova   | Adversário e resultado | Adversário e resultado | Adversário e resultado | Adversário e resultado | Adversário e resultado | Adversário e resultado | Pos.  |
| ----------- | ------- | ---------------------- | ---------------------- | ---------------------- | ---------------------- | ---------------------- | ---------------------- | ----- |
| Pablo Abian | Simples |                        |                        |                        |                        |                        |                        |       |

### Canoagem slalom
Masculino
| Atleta         | Evento | Preliminar | Preliminar | Preliminar | Preliminar | Semifinais | Semifinais | Final  | Final   |
| Atleta         | Evento | Descida 1  | Descida 2  | Total      | Posição    | Tempo      | Posição    | Tempo  | Posição |
| -------------- | ------ | ---------- | ---------- | ---------- | ---------- | ---------- | ---------- | ------ | ------- |
| Ander Elosegi  | C-1    | 93s24      | 96s60      | 93s24      | 6º         | 104s04     | 4º         | 102s61 | 4º      |
| Samuel Hernanz | K-1    | 87s07      | 91s25      | 87s07      | 2º         | 97s18      | 4º         | 96s95  | 5º      |

Feminino
| Atleta            | Evento | Preliminar | Preliminar | Preliminar | Preliminar | Semifinais | Semifinais | Final  | Final             |
| Atleta            | Evento | Descida 1  | Descida 2  | Total      | Posição    | Tempo      | Posição    | Tempo  | Posição           |
| ----------------- | ------ | ---------- | ---------- | ---------- | ---------- | ---------- | ---------- | ------ | ----------------- |
| Maialen Chourraut | K-1    | 98s75      | 107s91     | 98s75      | 1º         | 108s34     | 2º         | 106s87 | Medalha de bronze |

### Futebol
Masculino
| Equipe | Equipe                                                                                                 | Fase de grupos                            | Fase de grupos | Quartas                | Semifinal              | Final                  | Pos. |
| Equipe | Equipe                                                                                                 | Adversário e resultado                    | Pos.           | Adversário e resultado | Adversário e resultado | Adversário e resultado | Pos. |
| --- | --- | ----------------------------------------- | -------------- | ---------------------- | ---------------------- | ---------------------- | ---- |
| David de Gea César Azpilicueta Álvaro Domínguez Javi Martínez Iñigo Martínez Jordi Alba Adrián López Iker Muniain Rodrigo | Juan Mata Koke Martín Montoya Alberto Botía Oriol Romeu Isco Cristian Tello Ander Herrera Diego Mariño | JPN Japão D 0-1 HON Honduras MAR Marrocos |                |                        |                        |                        |      |

### Halterofilismo(2 atletas)
Masculino
| Atleta      | Evento | Arranque (kg) | Arremesso (kg) | Total (kg) | Posição |
| ----------- | ------ | ------------- | -------------- | ---------- | ------- |
| Andrés Mata | -77kg  | 150,0         | 188,0          | 338,0      | 6º      |

Feminino
| Atleta         | Evento | Arranque (kg) | Arremesso (kg) | Total (kg) | Posição |
| -------------- | ------ | ------------- | -------------- | ---------- | ------- |
| Lidia Valentín | -75kg  | 120,0         | 145,0          | 265,0      | 4º      |

### Natação
Feminino
| Atletas                 | Evento          | Eliminatórias | Eliminatórias | Semifinal   | Semifinal        | Final       | Final            |
| Atletas                 | Evento          | Tempo         | Posição       | Tempo       | Posição          | Tempo       | Posição          |
| ----------------------- | --------------- | ------------- | ------------- | ----------- | ---------------- | ----------- | ---------------- |
| Melania Costa Schmid    | 200 m livre     | 1min57s79 Q   | 4º            | 1min57s76   | 9º               | Não avançou | Não avançou      |
| Melania Costa Schmid    | 400 m livre     | 4min06s75     | 9º            |             |                  | Não avançou | Não avançou      |
| Mireia Belmonte García  | 400 m livre     | 4min08s23     | 13º           | Não avançou | Não avançou      |             |                  |
| Mireia Belmonte García  | 800 m livre     | 8min25s26 Q   | 4º            | 8min18s76   | Medalha de prata |             |                  |
| Erika Villaecija Garcia | 800 m livre     | 8min27s99     | 10º           | Não avançou | Não avançou      |             |                  |
| Duane da Rocha          | 100 m costas    | 1min00s57     | 18º           | Não avançou | Não avançou      | Não avançou | Não avançou      |
| Duane da Rocha          | 200 m costas    | 2min09s72 Q   | 10º           | 2min09s88   | 13º              | Não avançou | Não avançou      |
| Concepcion Badillo Diaz | 100 m peito     | 1min12s58     | 39º           | Não avançou | Não avançou      | Não avançou | Não avançou      |
| Marina Garcia Urzainqui | 100 m peito     | 1min08s64     | 25º           | Não avançou | Não avançou      | Não avançou | Não avançou      |
| Marina Garcia Urzainqui | 200 m peito     | 2min27s57     | 20º           | Não avançou | Não avançou      | Não avançou | Não avançou      |
| Judit Ignacio Sorribes  | 100 m borboleta | 59s42         | 26º           | Não avançou | Não avançou      | Não avançou | Não avançou      |
| Judit Ignacio Sorribes  | 200 m borboleta | 2min08s14 Q   | 7º            | 2min08s96   | 13º              | Não avançou | Não avançou      |
| Mireia Belmonte Garcia  | 200 m borboleta | 2min08s19 Q   | 9º            | 2min06s62 Q | 4º               | 2min05s25   | Medalha de prata |
| Beatriz Gómez Cortes    | 200 m medley    | 2min13s93 Q   | 15º           | 2min15s12   | 16º              | Não avançou | Não avançou      |
| Mireia Belmonte García  | 200 m medley    | 2min11s73 Q   | 6º            | 2min11s54   | 10º              | Não avançou | Não avançou      |
| Mireia Belmonte García  | 400 m medley    | 4min34s70 Q   | 5º            |             |                  | 4min35s62   | 8º               |
| Claudia Dasca Romeu     | 400 m medley    | 4min46s80     | 25º           | Não avançou | Não avançou      |             |                  |

### Tênis
Masculino
| Atleta            | Evento  | Fase de 64                       | Fase de 32             | Fase de 16             | Quartas                | Semifinais             | Final                  | Final       |
| Atleta            | Evento  | Adversário e resultado           | Adversário e resultado | Adversário e resultado | Adversário e resultado | Adversário e resultado | Adversário e resultado | Posição     |
| ----------------- | ------- | -------------------------------- | ---------------------- | ---------------------- | ---------------------- | ---------------------- | ---------------------- | ----------- |
| Fernando Verdasco | Simples | UZB D. Istomin D 4-6, 6-7 (9-11) | Não avançou            | Não avançou            | Não avançou            | Não avançou            | Não avançou            | Não avançou |

### Tiro
Masculino
| Atleta             | Evento                | Qualificação | Qualificação | Final       | Final       | Posição |
| Atleta             | Evento                | Placar       | Posição      | Placar      | Total       | Posição |
| ------------------ | --------------------- | ------------ | ------------ | ----------- | ----------- | ------- |
| Pablo Carrera      | Pistola de ar de 10 m | 585          | 4º           | 98.3        | 683.3       | 6º      |
| Pablo Carrera      | Pistola livre 50 m    | 554          | 22º          | Não avançou | Não avançou | 22º     |
| Jorge Llames       | Tiro rápido 25 m      | 579          | 11º          | Não avançou | Não avançou | 11º     |
| Javier López       | Carabina de ar 10 m   | 588          | 41º          | Não avançou | Não avançou | 41º     |
| Juan José Aramburu | Skeet                 | 115          | 23º          | Não avançou | Não avançou | 23º     |
| Alberto Fernández  | Fossa olímpica        | 116          | 25º          | Não avançou | Não avançou | 25º     |
| Jesús Serrano      | Fossa olímpica        | 123          | 3º           | 21          | 144         | 5º      |

### Tiro com arco(2 atletas)
| Atleta            | Prova                | Rodada de classificação | Rodada de classificação | Ronda dos 64                             | Ronda dos 32                               | Ronda dos 16           | Quartos-finais         | Semifinais             | Final                  | Final       |
| Atleta            | Prova                | Placar                  | Pos.                    | Adversário e resultado                   | Adversário e resultado                     | Adversário e resultado | Adversário e resultado | Adversário e resultado | Adversário e resultado | Pos.        |
| ----------------- | -------------------- | ----------------------- | ----------------------- | ---------------------------------------- | ------------------------------------------ | ---------------------- | ---------------------- | ---------------------- | ---------------------- | ----------- |
| Elías Cuesta Cobo | Individual masculino | 660                     | 41º                     | UKR M. Ivashko D 2-0, 0-2, 1-1, 0-2, 1-1 | Não avançou                                | Não avançou            | Não avançou            | Não avançou            | Não avançou            | Não avançou |
| Iria Grandal      | Individual feminino  | 618                     | 53º                     | COL A. Rendón V 2-0, 0-2, 2-0, 2-0       | KOR H. Choi D 0-2, 1-1, 0-2, 2-0, 2-0, 0-1 | Não avançou            | Não avançou            | Não avançou            | Não avançou            | Não avançou |

### Triatlo
| Atleta              | Evento    | Natação (1,5 km) | Ciclismo (40 km) | Corrida (10 km) | Tempo total | Posição          |
| ------------------- | --------- | ---------------- | ---------------- | --------------- | ----------- | ---------------- |
| José Miguel Pérez   | Masculino | 18m07            | 59m40            | 30m57           | 1h49m53     | 24º              |
| Mario Mola          | Masculino | 18m09            | 59m40            | 30m27           | 1h49m23     | 19º              |
| Javier Gómez        | Masculino | 17m00            | 59m16            | 29m16           | 1h46m36     | Medalha de prata |
| Ainhoa Murúa        | Feminino  | 20m00            | 1h06m09          | 34m47           | 2h00m56     | 7º               |
| Zuriñe Rodríguez    | Feminino  | 19m49            | 1h06m56          | 40m41           | 2h08m44     | 44º              |
| Marina Damlaimcourt | Feminino  | 20m04            | 1h06m06          | 36m40           | 2h02m50     | 24º              |